# Tunnel ferroviaire de l'Arlberg
Le tunnel ferroviaire de l'Arlberg relie les provinces autrichiennes du Vorarlberg et du Tyrol. D'une longueur de 10 648 m, il fait partie de la ligne de l'Arlberg.

## Histoire
Le tunnel ferroviaire  de l'Arlberg a été construit entre 1879 et 1884 sous la direction de John Bertolini. La percée a eu lieu le 19 novembre 1883.
Le 21 septembre 1884, le tunnel, qui ne compte qu'une seule voie, est inauguré. Le trafic s'est si bien développé que la deuxième voie a été ouverte le 15 juillet 1885 ; sa construction avait été prévue dès le départ.
Bien que le tunnel de l'Arlberg ait été construit de manière qu'il y ait une différence de hauteur de 86 m entre les deux bouts et qu'une ventilation naturelle soit fournie en utilisant le vent principalement dominant de l'ouest, le fonctionnement des trains à vapeur s'est rapidement révélé problématique. Il n'y avait pas de vent environ 80 jours par an, ce qui rendait difficile l'échange d'air. Pour cette raison, le charbon a été remplacé par le coke. Étant donné que même cela n'a pas donné le succès escompté, en 1894, les locomotives ont ensuite fonctionné avec du pétrole raffiné. Pour se préparer à des cas extrêmes, les conducteurs de locomotive ont reçu un dispositif de protection pour le voyage à travers le tunnel de l'Arlberg, qui leur permettait de respirer de l'oxygène à tout moment. Un dangereux nuage d'acide sulfurique se formait les jours sans vent au sommet du tunnel, qui restait stationnaire en raison d'un manque de ventilation. Le personnel de la locomotive a échappé à ce bouchon redouté en mettant devant leur bouche un chiffon imbibé de vinaigre. Le 20 novembre 1924, le fonctionnement électrique a commencé avec le système de 15 kilovolts 16 ⅔ hertz ; avec cela il n'y avait plus de problème.
En mars-avril 1945, un groupe de gendarmes hongrois appartenant aux Croix-Fléchées y auraient caché 8 wagons du "train d'or hongrois".
Lors des championnats du monde de ski alpin en 2001, la ligne de chemin de fer, qui passait jusque-là dans le tunnel puis à travers le centre de Saint-Anton, a été déplacée vers le bord sud du village et, en relation avec cela, le portail est du tunnel. En conséquence, le tunnel de a été prolongé de 398 mètres vers l'est.

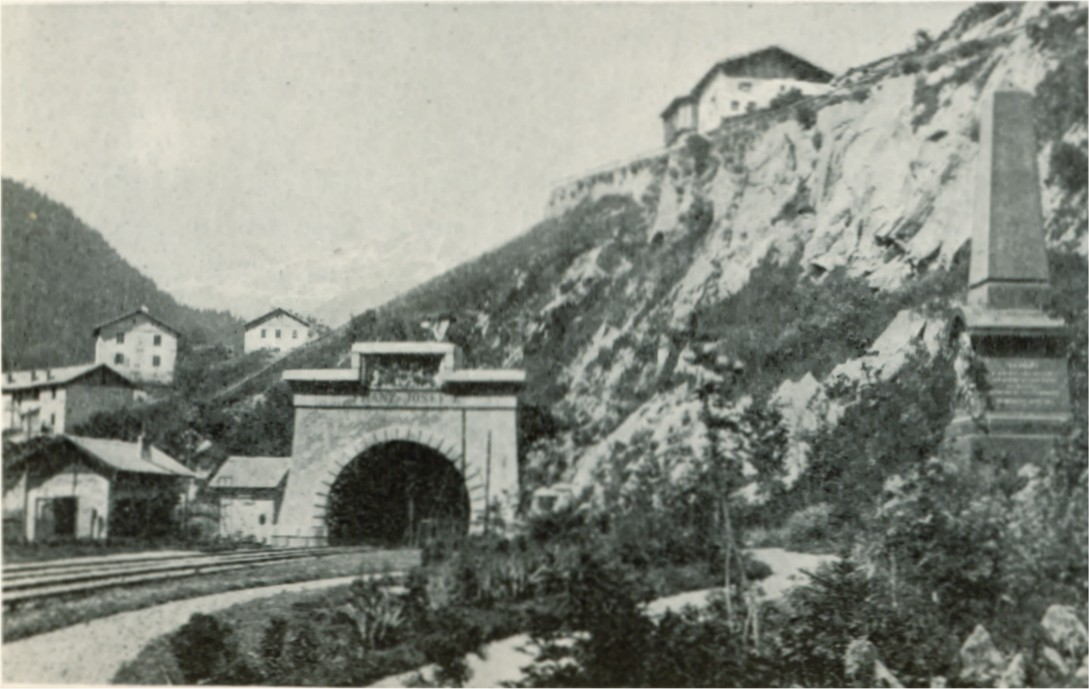
Le portail Est vers 1898.
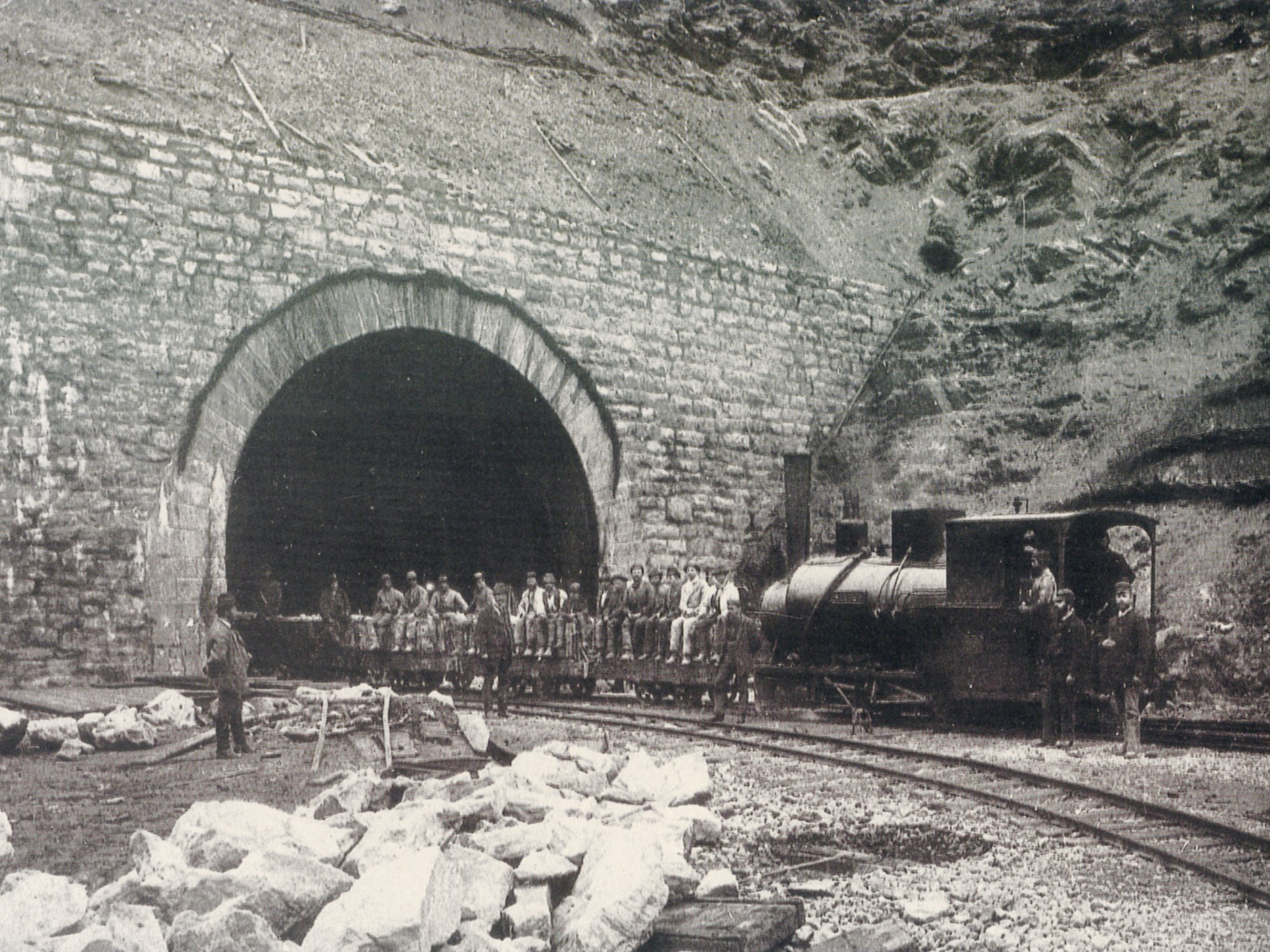
Le portail du tunnel du côté de Langen, 1882.

## Sécurité

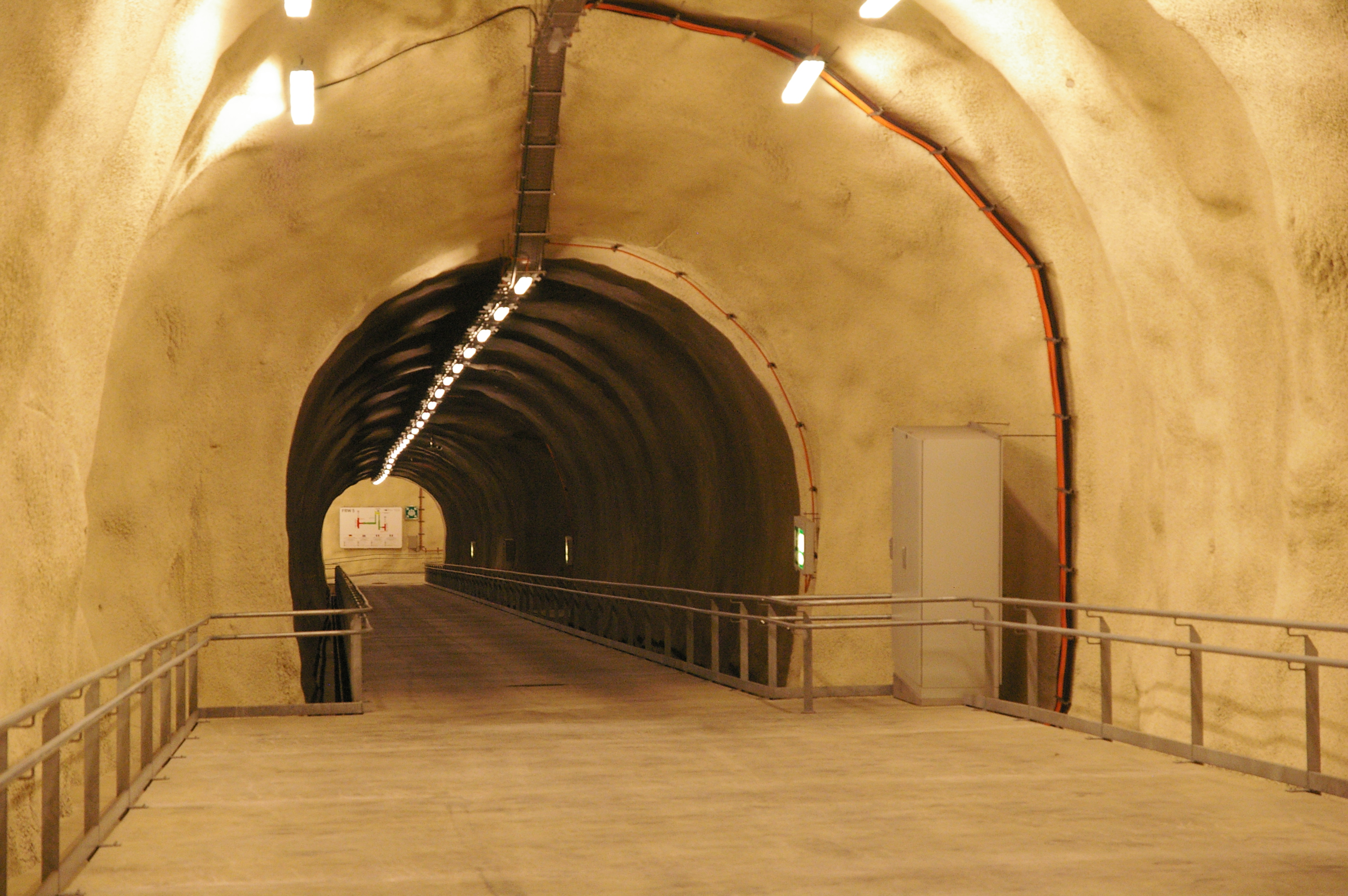
Tunnel de connexion

Afin d'augmenter la sécurité dans le tunnel, entre 2004 et 2007, six tunnels de connexion d'une longueur de 150 à 300 mètres au tunnel routier de l'Arlberg (dans lequel passe l'Arlberg Schnellstraße) ont été construits dans la première phase d'extension. La distance maximale entre ces passages transversaux est de 1 700 mètres.
En raison de la section relativement étroite du tunnel et des ondes de pression générées par les trains, la vitesse maximale est de 100 km/h